# Тангенціальне прискорення

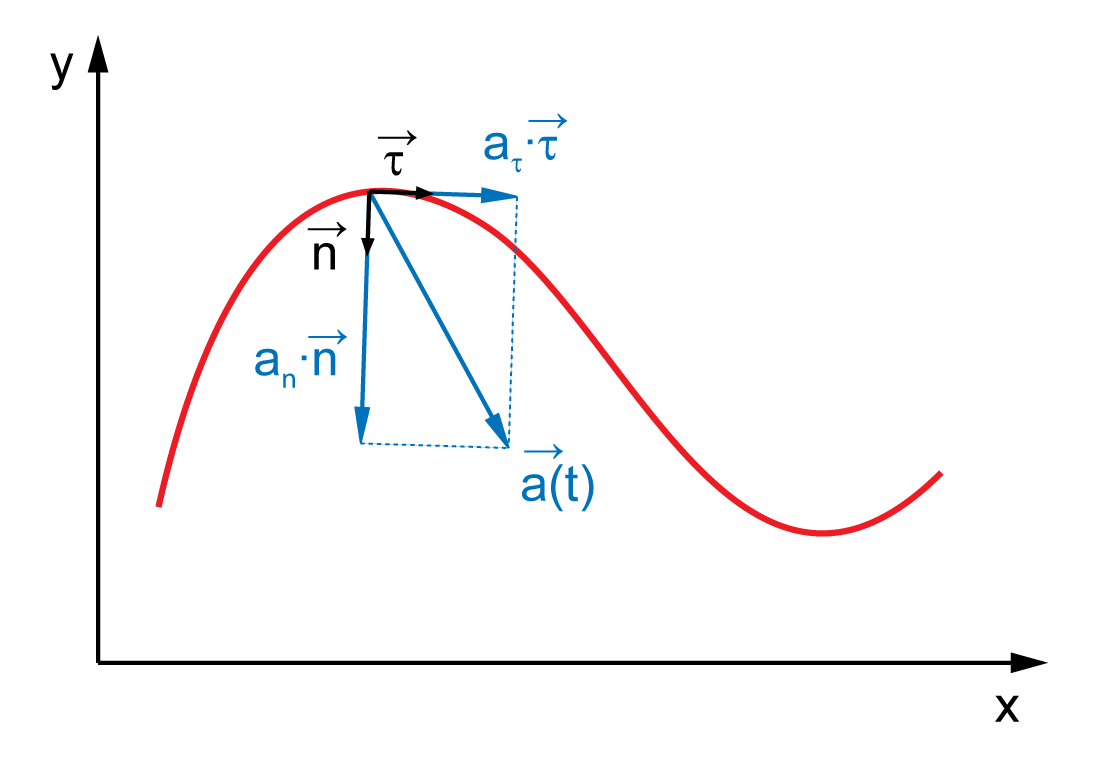
Розкладання прискорення на тангенціальне і нормальне (- одиничний дотичний вектор)

Тангенціа́льне приско́рення  — компонента прискорення, спрямована по дотичний до траєкторії матеріальної точки. Характеризує зміну модуля швидкості, на відміну від нормальної компоненти, яка характеризує зміну напрямку швидкості.
Визначається як похідна модуля швидкості за часом, помножена на одиничний вектор {\displaystyle \tau } уздовж швидкості. Позначається символом, вибраним для прискорення, з додаванням індекса тангенціальної компоненти: {\displaystyle \mathbf {a} _{\tau }} або {\displaystyle \mathbf {a} _{t}}, {\displaystyle \mathbf {w} _{\tau }}, {\displaystyle \mathbf {u} _{\tau }}.
В системі SI вимірюється в м/с2.
Величина {\displaystyle a_{\tau }} дорівнює проєкції повного прискорення {\displaystyle \mathbf {a} } на дотичну в даній точці кривої, що відповідає коефіцієнту розкладання за супутнім базисом.

## Загальна формула
Величину тангенціального прискорення як проєкцію вектора прискорення на дотичну до траєкторії можна виразити так:
{\displaystyle a_{\tau }={\frac {dv}{dt}}={\frac {d\vert {\vec {v}}\vert }{dt}}},
де {\displaystyle v\ =dl/dt} — шляхова швидкість уздовж траєкторії, що збігається з абсолютною величиною миттєвої швидкості в даний момент.
Якщо використати для одиничного дотичного вектора позначення {\displaystyle \mathbf {\tau } }, то можна записати тангенціальне прискорення у векторному вигляді:
{\displaystyle \mathbf {a} _{\tau }={\frac {dv}{dt}}\,\mathbf {\tau } }.
Тангенціальне прискорення {\displaystyle \mathbf {a} _{\tau }} паралельне вектору швидкості {\displaystyle \mathbf {v} } за прискореного руху (додатна похідна) і антипаралельне за сповільненого (від'ємна похідна).

## Походження формули
Розкладають повне прискорення на тангенціальну і нормальну компоненти, диференціюючи за часом вектор швидкості, поданий у вигляді {\displaystyle \mathbf {v} =v\,\mathbf {\tau } } через одиничний вектор дотичної {\displaystyle \mathbf {\tau } }:
{\displaystyle \mathbf {a} ={\frac {d\mathbf {v} }{dt}}={\frac {d(v\mathbf {\tau } )}{dt}}={\frac {dv}{dt}}\,\mathbf {\tau } +v{\frac {d\mathbf {\tau } }{dt}}={\frac {dv}{dt}}\,\mathbf {\tau } +{\frac {v^{2}}{R}}\mathbf {n} }.
Перший доданок — тангенціальне прискорення {\displaystyle \mathbf {a_{\tau }} }, а другий — нормальне прискорення {\displaystyle \mathbf {a_{n}} } ({\displaystyle R} — радіус кривини, {\displaystyle \mathbf {n} } — одиничний вектор нормалі до траєкторії в даній точці).

## Деякі приклади
Приклад 1
Швидкість каменя, скинутого з висоти з початковою швидкістю {\displaystyle v_{0}}, напрямленою горизонтально, до падіння на землю змінюється як {\displaystyle {\vec {v}}=v_{0}\,{\vec {i}}-gt\,{\vec {j}}}, де {\displaystyle g} — прискорення вільного падіння. Модуль швидкості становить {\displaystyle v={\sqrt {v_{0}^{2}+g^{2}t^{2}}}}, а отже, тангенціальне прискорення за величиною дорівнює {\displaystyle a_{\tau }=dv/dt=g^{2}t/{\sqrt {v_{0}^{2}+g^{2}t^{2}}}}. У початковий момент воно дорівнює нулю, а за великих {\displaystyle t} прямує до {\displaystyle g}. Можна записати тангенціальне прискорення і як вектор:
{\displaystyle {\vec {a}}_{\tau }=a_{\tau }\,{\vec {\tau }}=a_{\tau }\cdot {\frac {\vec {v}}{v}}=a_{\tau }\cdot {\frac {v_{0}\,{\vec {i}}-gt\,{\vec {j}}}{\sqrt {v_{0}^{2}+g^{2}t^{2}}}}={\frac {v_{0}g^{2}t}{v_{0}^{2}+g^{2}t^{2}}}\,{\vec {i}}-{\frac {g^{3}t^{2}}{v_{0}^{2}+g^{2}t^{2}}}\,{\vec {j}}}.
У цих виразах {\displaystyle {\vec {i}}}, {\displaystyle {\vec {j}}} — одиничні вектори в декартових координатах.
Приклад 2
Нехай радіус-вектор тіла залежить від часу за законом {\displaystyle {\vec {r}}=r_{0}\sin(\omega t){\vec {i}}+r_{0}\cos(\omega t){\vec {j}}}.
У такому разі швидкість тіла знайдемо як {\displaystyle {\vec {v}}=d{\vec {r}}/dt=r_{0}\omega \cos(\omega t){\vec {i}}-r_{0}\omega \sin(\omega t){\vec {j}}}. Відповідно, її модуль дорівнює {\displaystyle v={\sqrt {r_{0}^{2}\omega ^{2}\cos ^{2}(\omega t)+r_{0}^{2}\omega ^{2}\sin ^{2}(\omega t)}}=r_{0}\omega } і є сталою величиною. В результаті виходить, що тангенціальне прискорення дорівнює нулю:
{\displaystyle a_{\tau }={\frac {dv}{dt}}={\frac {d(r_{0}\omega )}{dt}}=0}.
Розглянута залежність {\displaystyle {\vec {r}}(t)} описує рівномірний рух по колу радіусом {\displaystyle r_{0}}.

## Рівнозмінність
Рух тіла зі сталим за величиною тангенціальним прискоренням називають рівнозмінним. Слова «рівнозмінний» ({\displaystyle a_{\tau }=\,}const) і «рівноприскорений» ({\displaystyle {\vec {a}}=\,}const) не синонімічні. Взаємозамінними ці терміни стають тільки стосовно прямолінійного руху. Проте можливі певні аналогії за розгляду обох названих типів руху.